# Давлетшинський
Давле́тшинський (рос. Давлетшинский, башк. Дәүләтша) — присілок у складі Кугарчинського району Башкортостану, Росія. Входить до складу Заріченської сільської ради.
Населення — 32 особи (2010; 49 в 2002).
Національний склад:
- башкири — 74%